# Cluster de logistica
O Cluster Logístico é, no mundo da indústria, uma concentração de empresas que se comunicam por possuírem características semelhantes e coabitarem no mesmo local. Um cluster logístico abriga prestadores de serviços terceirizados, operações de logística de empresas industriais, distribuição de varejo (transportadoras) e manufatura.
Os clusters de logística normalmente são localizados em uma região central, o que possibilita a proximidade com o maior número de pontos de produção possíveis. Uma nova modalidade nesse setor é o conceito de Condomínio de Negócios.

## Clusters de logística famosos
A maior plataforma logística da América do Norte é o [Intermodal Center|CenterPoint Intermodal Center] (CIC) - Joliet/Elwood, no estado de Illinois. O CIC possui mais de 26 milhões de metros quadrados e foi idealizado e projetado por Mike Mullen. No Brasil os maiores clusters de logística ficam na região do nortes, próximos ao litoral pernambucano. O maior deles é o CONE Suape, nos municípios de Cabo de Santo Agostinho e Jaboatão dos Guararapes, em Pernambuco, devido à proximidade com o Porto de Suape, o terceiro maior porto do país.

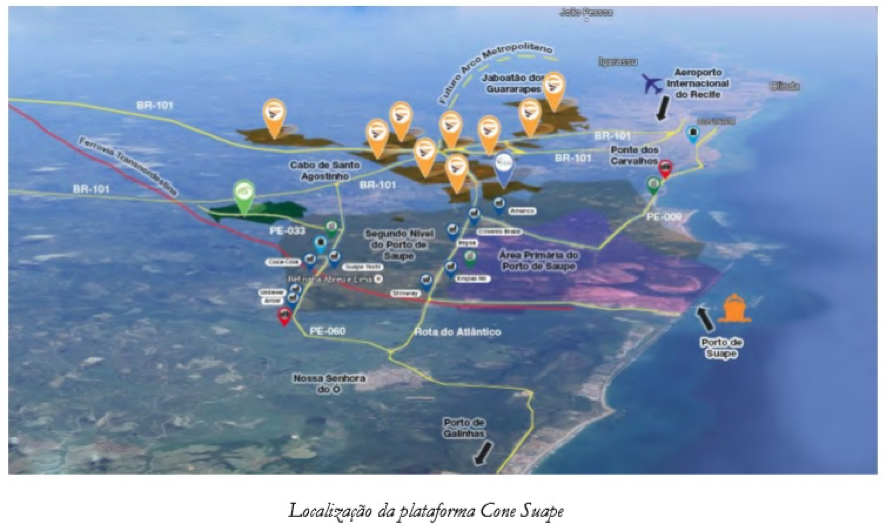
Abrangência do Cone Suape, o maior cluster de logística do Brasil, na região nordeste brasileira

### Defasagem
O Brasil precisa elevar o nível de investimentos em logística. De acordo com a Fundação Dom Cabral, nos últimos 25 anos, o País investiu apenas 0,7% do Produto Interno Bruto (PIB) em logística, enquanto a China investiu 4,5% de seu PIB, a Índia, 3%, e os EUA, 2,5%. A Dom Cabral calculava, em 2014, que a perda das empresas brasileiras com a falta de estradas e ferrovias compatíveis com o tamanho do território nacional era de R$ 80 bilhões, com um gasto com transporte de carga da ordem de 12% do PIB. 

## Benefícios de um cluster de logística
O conceito de logística evoluiu substancialmente nas últimas décadas, na medida em que o comércio mundial cresceu, passando a envolver atividades com produtos de valor agregado ao invés da simples movimentação de matérias- primas. Na medida em que os produtos se tornam mais elaborados, estes passam a exigir a criação de uma eficiente cadeia de suprimento ("supply chain"), na qual as tradicionais operações de carga e descarga representam apenas uma parte das necessidades logísticas. Essa nova necessidade se traduz nas seguintes principais atividades: armazenagem, consolidação e desconsolidação, embalagem, distribuição, processamento, inspeção, montagem, rastreamento e multimodalidade. Além de baratear e acelerar a operação, um cluster de logística também serve como acelerador de desenvolvimento de uma região, pois ele reune ali um grande número de empresas, o que gera empregos.

## Tipos de clusters
Como a eficiência de um cluster logístico se dá pela concentração de empresas semelhantes, é natural que sejam criados diversos tipos de clusters diferentes, cada um atendendo a um tipo de industria ou setor. Existem clusters industriais voltados para o setor automotivo, transporte, logística, agricultura ou pesca, entre outros.

## Aplicação humanitária
O conceito de cluster de logística também é muito utilizado em crises humanitárias. Devido à necessidade de deslocar um grande volume de mantimentos, material de construção e pessoal, o cluster logístico foi definido como forma de mobilização de recursos pela Assembléia Geral, bem como da resolução 46/182 em dezembro de 1991, e estendido no Humanitária Reforma de 2005, com novos elementos para melhorar a capacidade, a previsibilidade, responsabilidade, liderança e parceria.